# Distrito de Stará Ľubovňa
El distrito de Stará Ľubovňa (en eslovaco Okres Stará Ľubovňa) es una unidad administrativa (okres) de Eslovaquia Nororiental, situado en la región de Prešov, con 50 684 habitantes (en 2001) y una superficie de 624 km². Su capital es la ciudad de Stará Ľubovňa. El distrito es uno de los más jóvenes de Eslovaquia, ya que fue creado en 1968.

## Demografía
| Año        | 1994   | 2004    | 2014    | 2024    |
| ---------- | ------ | ------- | ------- | ------- |
| Población  | 48 627 | 51 373  | 53 379  | 53 392  |
| Diferencia |        | +5,64 % | +3,90 % | +0,02 % |

| Año        | 2023   | 2024    |
| ---------- | ------ | ------- |
| Población  | 53 107 | 53 392  |
| Diferencia |        | +0,53 % |

## Ciudades
- Podolínec
- Stará Ľubovňa (capital)

## Municipios (población año 2017)
- Chmeľnica 1013
- Čirč 1295
- Ďurková 239
- Forbasy 440
- Hajtovka 69
- Haligovce 630
- Hniezdne 1457
- Hraničné 185
- Hromoš 504
- Jakubany 2836
- Jarabina 917
- Kamienka 1368
- Kolačkov 1342
- Kremná 97
- Kyjov 761
- Lacková 162
- Legnava 104
- Lesnica 490
- Litmanová 637
- Lomnička 3276
- Ľubotín 1365
- Malý Lipník 461
- Matysová 73
- Mníšek nad Popradom 645
- Nižné Ružbachy 626
- Nová Ľubovňa 3005
- Obručné 31
- Orlov 614
- Plaveč 1804
- Plavnica 1651
- Pusté Pole 224
- Ruská Voľa nad Popradom 90
- Šambron 387
- Šarišské Jastrabie 1420
- Starina 44
- Stráňany 192
- Sulín 328
- Údol 376
- Veľká Lesná 481
- Veľký Lipník 967
- Vislanka 260
- Vyšné Ružbachy 1422